# Ada Mercedes Maza
Ada Mercedes Maza (La Rioja, 17 de septiembre de 1958) es una política argentina que se desempeñó como senadora nacional por la provincia de La Rioja, junto a Carlos Menem y Teresita Quintela. Es hermana de Ángel Maza, el exgobernador de La Rioja. 

## Biografía
Creció en la ciudad de La Rioja y se trasladó luego a Córdoba, donde estudió Ingeniería civil y posteriormente Ingeniería en minas en su ciudad. Graduada en Técnica en Asuntos Legislativos, comenzó su militancia política en 1973, siendo detenida por ello entre 1976 y 1978 durante el autoproclamado Proceso de Reorganización Nacional. Con el regreso de la democracia en 1983, fue electa en cargos partidarios en el Partido Justicialista riojano y Concejal de la ciudad de La Rioja, donde integró la comisión de presupuesto de dicho cuerpo. En aquel entonces se desempañaba como vicepresidenta de la Juventud Peronista local.
En las elecciones legislativas de 2001 resultó elegida senadora nacional y fue reelegida en el 2005. En aquella última ocasión asumió su banca como suplente, ya que inicialmente estaba destinada a su hermano Ángel Maza, que renunció a asumirla para continuar como gobernador de La Rioja.
En el año 2012 asume el directorio del Banco Hipotecario por decisión de la entonces presidenta de la Nación, Cristina Fernández de Kirchner.